# 楼乾贵
楼乾贵（1923年—2014年11月21日），男，浙江宁波人，中国男高音歌唱家、声乐教育家，一级演员。

## 生平
楼乾贵在小学、中学时均曾参加校内外歌唱活动，1942年考入上海震旦大学医学院，其间并未放下对歌唱的热爱，师从多名中外声乐教师，1947年在学医之余考取上海音乐专科学校兼读声乐，1949年获医学博士学位后在北京协和医院公共卫生学系任医师及助教。
1953年，楼乾贵随中国青年艺术团赴罗马尼亚参加第4届世界青年與學生聯歡節，获得美声独唱银质奖，自此在声乐界崭露头角，1954年又随中国人民解放军歌舞团赴苏联、捷克斯洛伐克、波兰、罗马尼亚等地巡演，更在苏联录制独唱歌曲唱片。
楼乾贵1955年调入中央歌剧院，此后在《蝴蝶夫人》、《叶甫盖尼·奥涅金》等歌剧中饰演男主角，后任声乐教员、声乐指导。
1989年退休后，楼乾贵并未就此淡出声乐界，次年和郑小瑛、黎信昌等艺术家在中央音乐学院成立首都歌剧培训学校。